# Голубівка (Самарівський район)
Голубі́вка — село в Україні, в Перещепинській міській громаді Самарівського району Дніпропетровської області. Розташоване над річкою Кільчень, яка починається на землі Голубівки. Населення за переписом 2024 року становить 3360 осіб.

## Географія
Село Голубівка знаходиться біля витоків річок Кільчень та Балки Гадихи, на відстані в 1 км від селища Кільчень. Річки в цьому місці пересихають, на них зроблено декілька загат. Через село проходять автомобільні дороги М18 (E105) і Т 0422. Поруч проходить залізниця, станція Кільчень за 2 км.

## Населення

### Мова
Розподіл населення за рідною мовою за даними перепису 2001 року:
| Мова            | Кількість | Відсоток |
| --------------- | --------- | -------- |
| українська      | 3346      | 87.23%   |
| російська       | 453       | 11.81%   |
| білоруська      | 10        | 0.26%    |
| румунська       | 7         | 0.18%    |
| циганська       | 1         | 0.03%    |
| німецька        | 1         | 0.03%    |
| інші/не вказали | 18        | 0.46%    |
| Усього          | 3836      | 100%     |

## Походження назви
У 1745 році на місці Голубівки [Архівовано 17 березня 2013 у Wayback Machine.] двома запорожцями — В. Сухіним і Г. Моторним засновано великий зимівник хутір, який поклав початок слободі Кільчені. У 1784 році в Кільчені поселився козак І. Голуб, який приділив багато уваги розплануванню і впорядкуванню слободи та її заселенню. Деякі дослідники вважають, що на честь його з 1791 року за поселенням закріпляється назва — Голубівка.

## Історія
На землях села Голубівка виявлені курганні поховання епохи ранньої бронзи (III тисячоліття до н. е.), а також кургани степових кочівників-половців XI—XII століть.
Власне історія села починається з епохи Держави Війська Запорізького, коли після багатовікової ординської руїни ці землі були заново освоєні бойовим і трудовим козацтвом-християнством Подніпров'я.
На місці теперішнього села в 1745 році був запорізький зимівник. Він поклав початок слободі Кільчені, яка в 1791 році перейменована в село Голубівка.
У 18 сторіччі була у Самарській і згодом у Протовчанській паланці. Після ліквідації малоросійських вольностей (Держави і Області Війська Запорізького) село увійшло до складу Слов'яносербського повіту Катеринославської губернії Російської імперії.
1886 року тут мешкало 2004 осіб, було 358 дворів, волосне правління, православна церква, школа, поштова станція, 2 магазини, базар по святах. Слобода Голубівка була центром і єдиним поселенням Голубівської волості Новомосковського повіту.
До 2018 року було центром Голубівської сільської ради. З 2 лютого 2018 року входить до складу Перещепинської міської громади.

## Економіка
- ТОВ «Агрофірма „Олімпекс-Агро“».
- Будується тваринницький комплекс.
- ФГ «Конка».

## Об'єкти соціальної сфери
- Ліцей.
- Гімназія.
- Дитячий садочок.
- Лікарня.
- Будинок культури.

## Релігія
У селі розташовані дві православні церкви - Храм Святої великомучениці Тетяни ПЦУ (вул. Лесі Українки, 13) та Свято-Успенський храм УПЦ МП (вул. Соборна, 5).

## Громада села
В селі народились:
- Дикий Андрій Арсентійович (1931—2020) — український скульптор.
- Кравченко Григорій Пантелійович (1912—1943) — радянський військовий льотчик, генерал-лейтенант авіації, перший двічі Герой Радянського Союзу.
- Лайков Володимир Михайлович (1985—2017) — старший солдат Збройних сил України, учасник російсько-української війни.
- Стадник Павло Митрофанович (1906—?) — вчений у галузі фізичної хімії.
- Таценко Петро Ілліч (1907—1941) — 1-й секретар Волинського обкому ВКП(б);
- Чалий Григорій Сергійович (1905—1981) — голова Чернівецького облвиконкому;

## Галерея

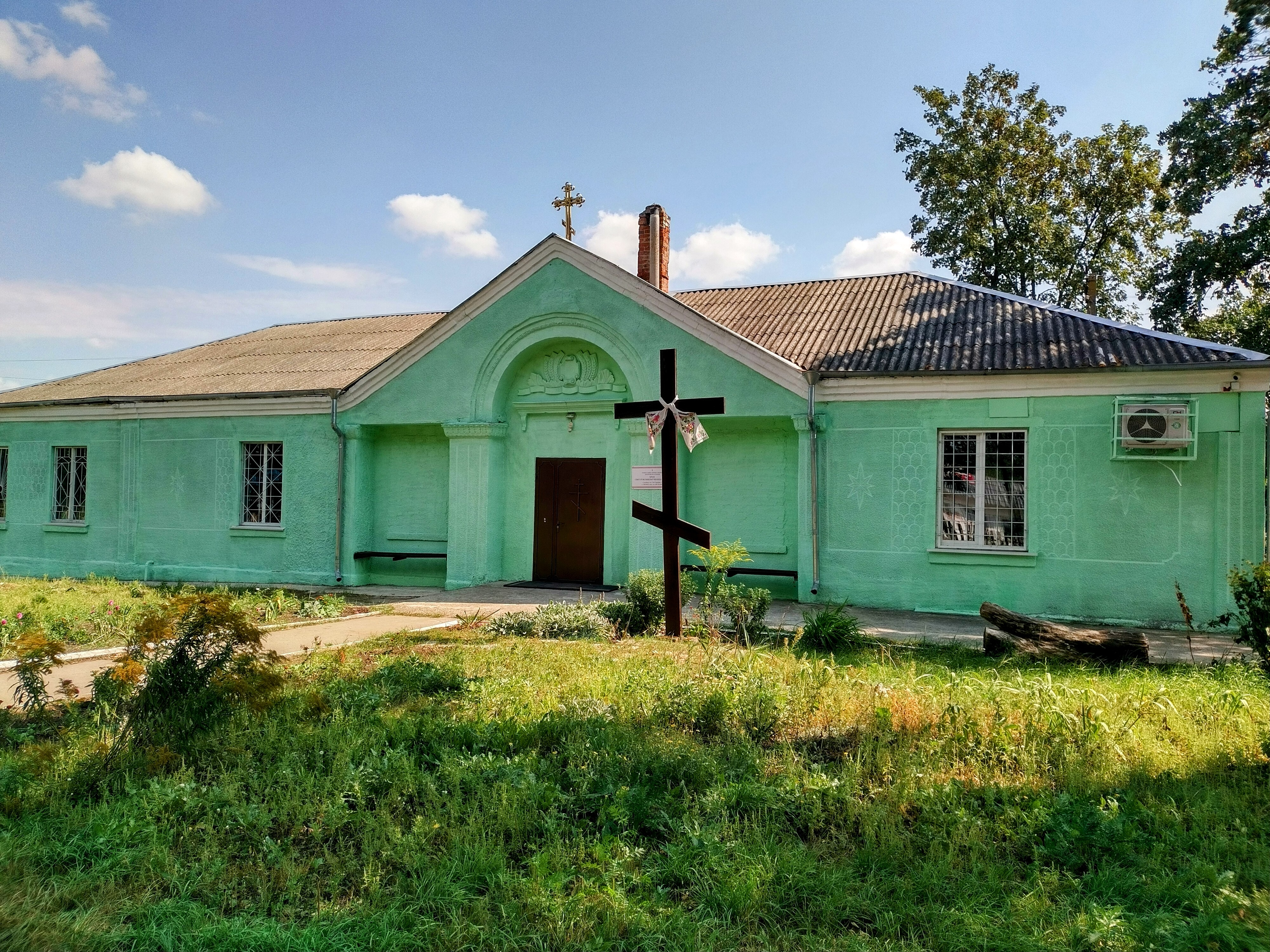
Храм Святої Великомучениці Тетяни ПЦУ
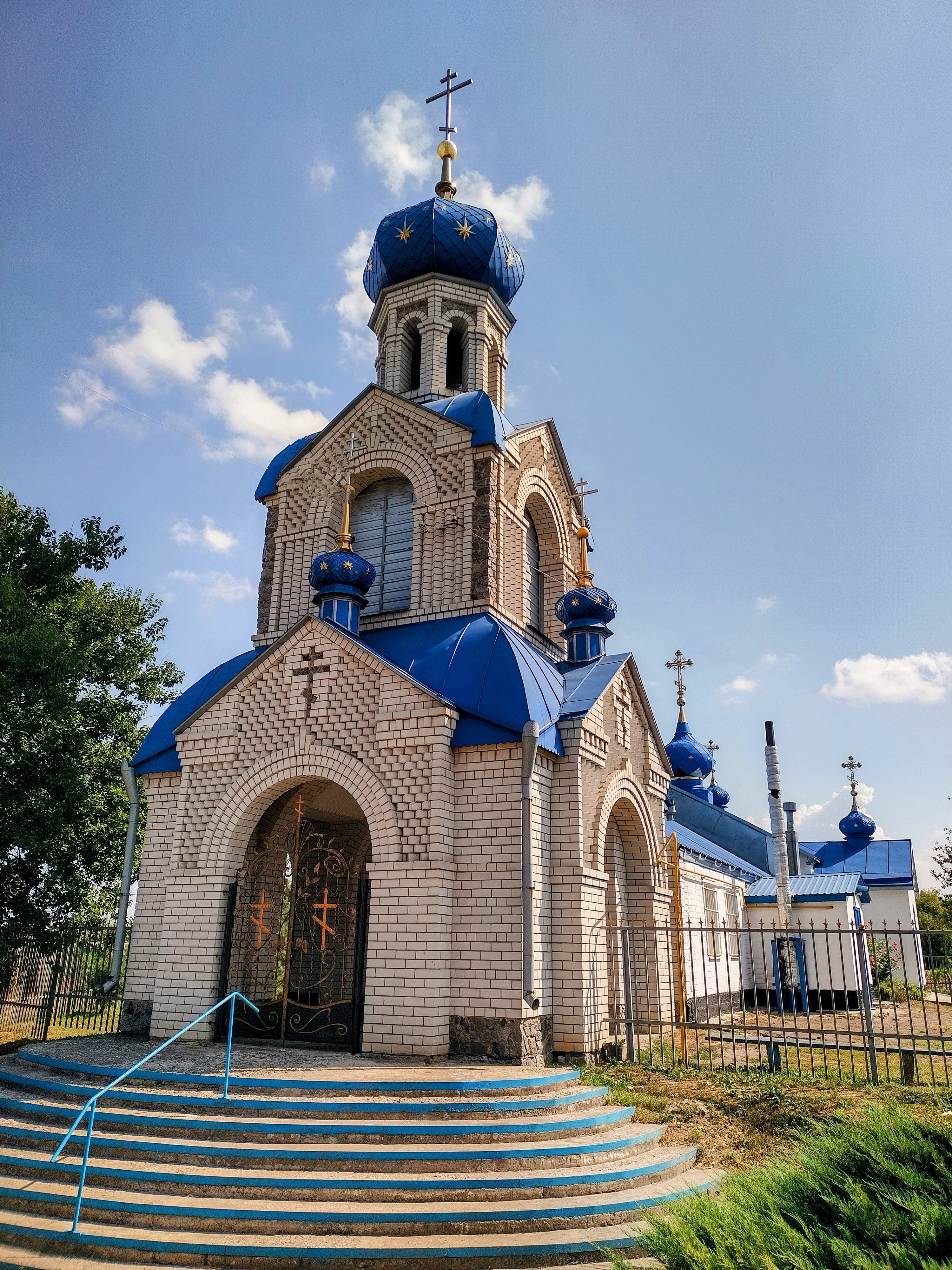
Свято-Успенський храм
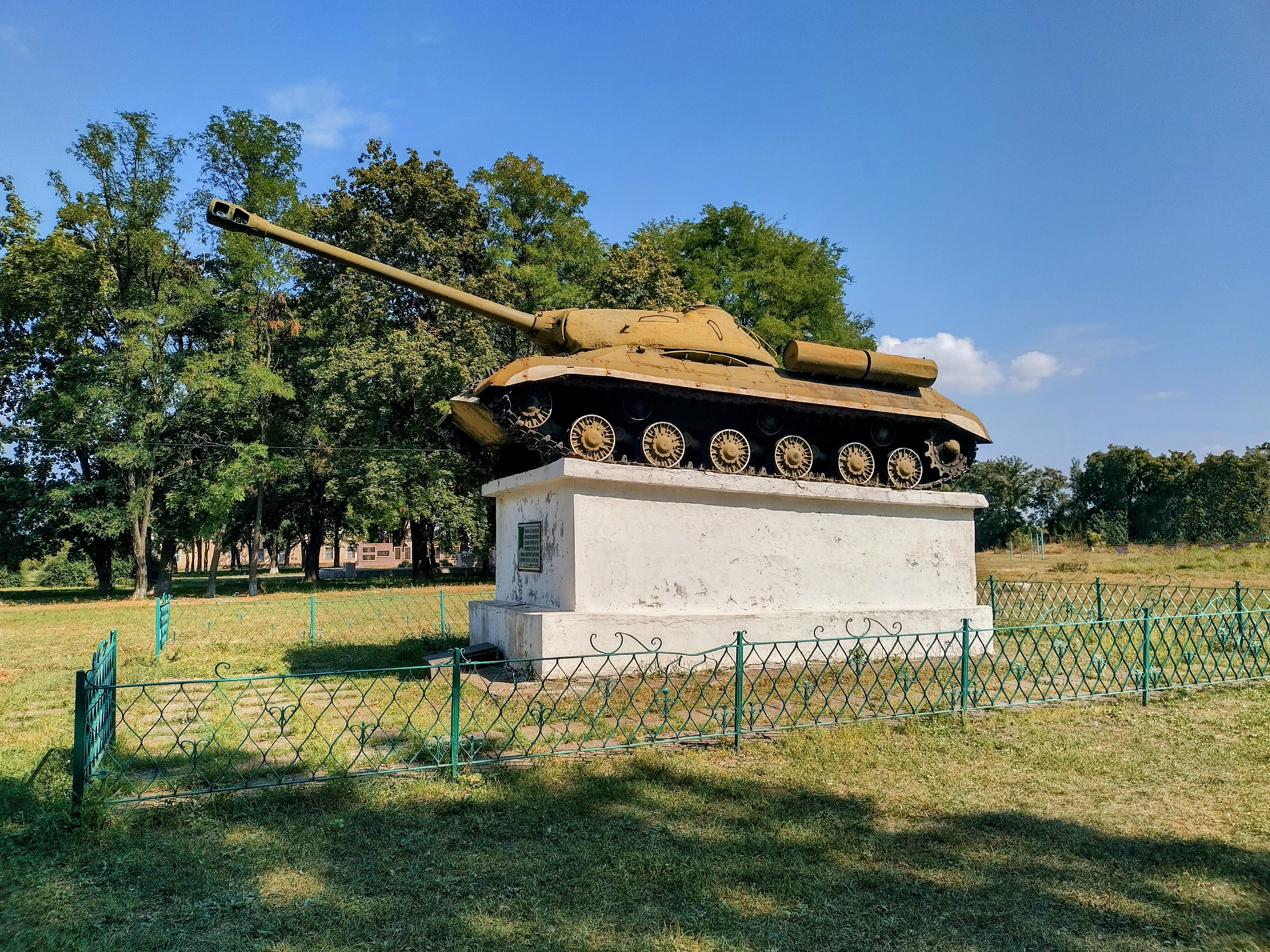
Пам'ятник (танк ІС-3) воїнам танкової бригади
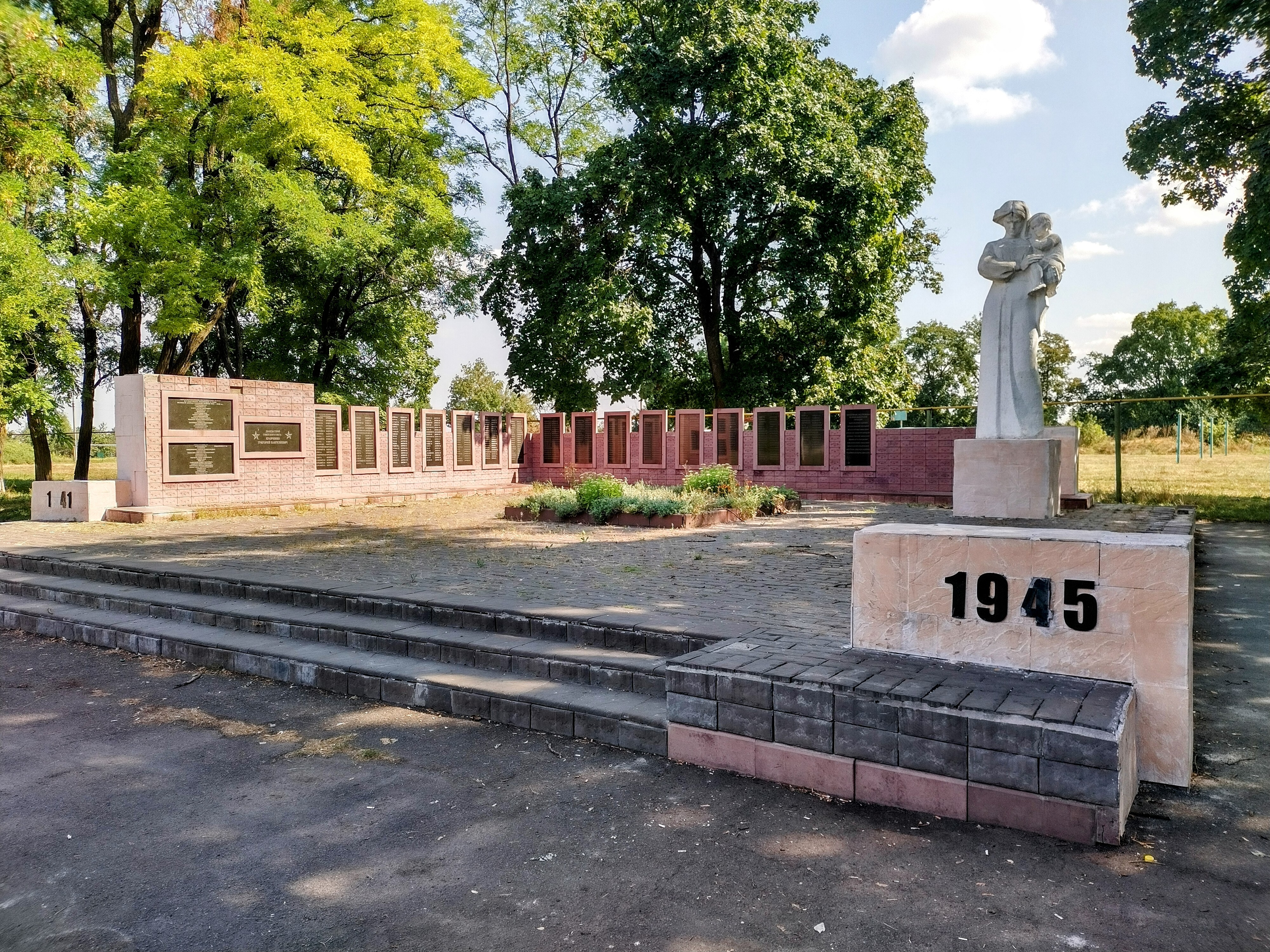
Військовий меморіал
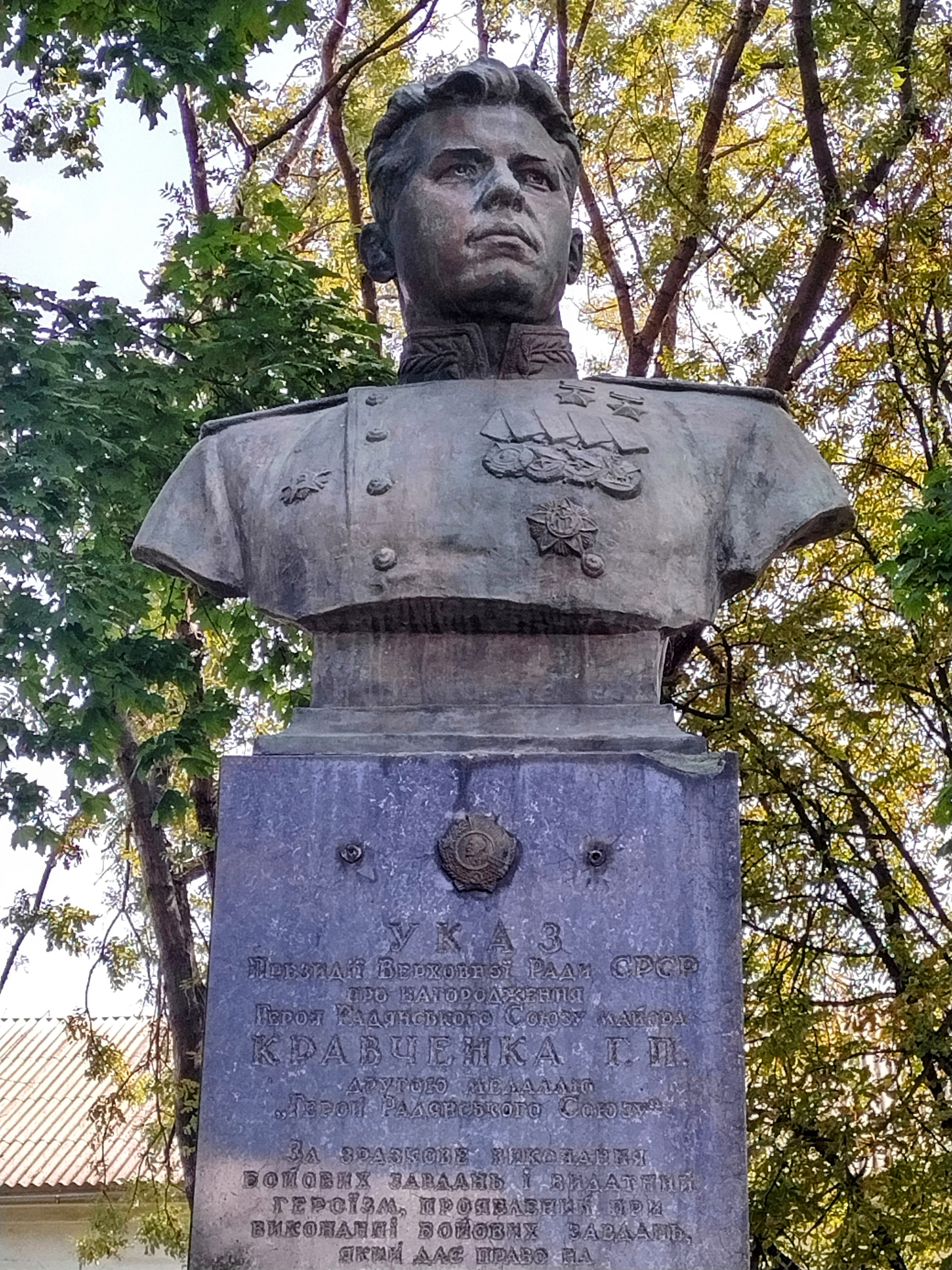
Погруддя Григорію Кравченку